# Liste der Bodendenkmäler in Dieterskirchen
Auf dieser Seite sind die Bodendenkmäler in der Oberpfälzer Gemeinde Dieterskirchen zusammengestellt. Diese Tabelle ist eine Teilliste der Liste der Bodendenkmäler in Bayern. Grundlage ist die Bayerische Denkmalliste, die auf Basis des Bayerischen Denkmalschutzgesetzes vom 1. Oktober 1973 erstmals erstellt wurde und seither durch das Bayerische Landesamt für Denkmalpflege geführt wird. Die folgenden Angaben ersetzen nicht die rechtsverbindliche Auskunft der Denkmalschutzbehörde.

## Bodendenkmäler in Dieterskirchen
| Lage                    | Objekt | Akten-Nr.     | Bild           |
| ----------------------- | --- | ------------- | -------------- |
| (Standort)              | Endpaläolithische und mesolithische Freilandstation. | D-3-6540-0019 |                |
| (Standort)              | Endpaläolithische und mesolithische Freilandstation. | D-3-6540-0020 |                |
| (Standort)              | Mittelalterlicher Turmhügel. | D-3-6540-0040 |                |
| (Standort)              | Endpaläolithische und mesolithische Freilandstation. | D-3-6540-0041 |                |
| Kirchplatz 3 (Standort) | Archäologische Befunde des Mittelalters und der frühen Neuzeit im Bereich der katholischen Pfarrkirche St. Ulrich in Dieterskirchen, darunter die Spuren von Vorgängerbauten bzw. älteren Bauphasen. | D-3-6540-0045 | weitere Bilder |
| (Standort)              | Archäologische Befunde des Mittelalters und der frühen Neuzeit im Bereich des ehemaligen Schlosses Dieterskirchen, mittelalterliche Burganlage.                                                      | D-3-6540-0046 |                |
| (Standort)              | Archäologische Befunde des Mittelalters und der frühen Neuzeit im Bereich des ehemaligen Schlosses Pottenhof.                                                                                        | D-3-6540-0048 |                |
| (Standort)              | Frühneuzeitliche Wüstung. | D-3-6540-0115 |                |
| (Standort)              | Mittelalterlicher Burgstall Warberg. | D-3-6640-0009 |                |